# San Giorgio della Richinvelda
Die Gemeinde San Giorgio della Richinvelda (furlanisch Sant Zorç de Richinvelde , deutsch: Reichenfeld) liegt in Nordost-Italien in der Region Friaul-Julisch Venetien. Sie liegt nördlich von Pordenone und hat 4538 Einwohner (Stand 31. Dezember 2023). Die Gemeinde hat eine Fläche von 47 km².
Die Gemeinde umfasst neben dem Hauptort San Giorgio della Richinvelda sechs weitere Ortschaften und Weiler:
- Aurava
- Cosa
- Domanins
- Pozzo mit der Kirche der Heiligen Urbanus und Sabina
- Provesano mit der Leonhardskirche
- Rauscedo

## Persönlichkeiten
- Bertrand de Saint-Geniès (1260–1350), Patriarch von Aquileia, wurde in San Giorgio della Richinvelda am 6. Juni 1350 getötet
- Donato Casella (1505 in Carona – 1560 in Pordenone), Bildhauer der Renaissance aus Carona, schuf das Triptychon und das Antependium in der Kirche der Heiligen Urbanus und Sabina
- Gino Pancino (* 1943), Radrennfahrer
- Pim Fortuyn (1948–2002), niederländischer Politiker, liegt in Provesano begraben
- Rino De Candido (* 1954), Radrennfahrer

## Nachbargemeinden
Nachbargemeinden sind Arzene, Cordenons, Dignano, Flaibano, San Martino al Tagliamento, Sedegliano, Spilimbergo, Vivaro und Zoppola.